# Andon (Alpes-Maritimes)
Pour les articles homonymes, voir Andon.
Andon est une commune française située dans le département des Alpes-Maritimes en région Provence-Alpes-Côte d'Azur.

## Géographie

### Localisation
Le village d'Andon est situé à 20 km de Saint-Vallier-de-Thiey, 33 km de Castellane, 34 km de Grasse et 52 kilomètres de l'aéroport de Nice-Côte d'Azur.
C'est une des communes du parc naturel régional des Préalpes d'Azur.

### Géologie et relief

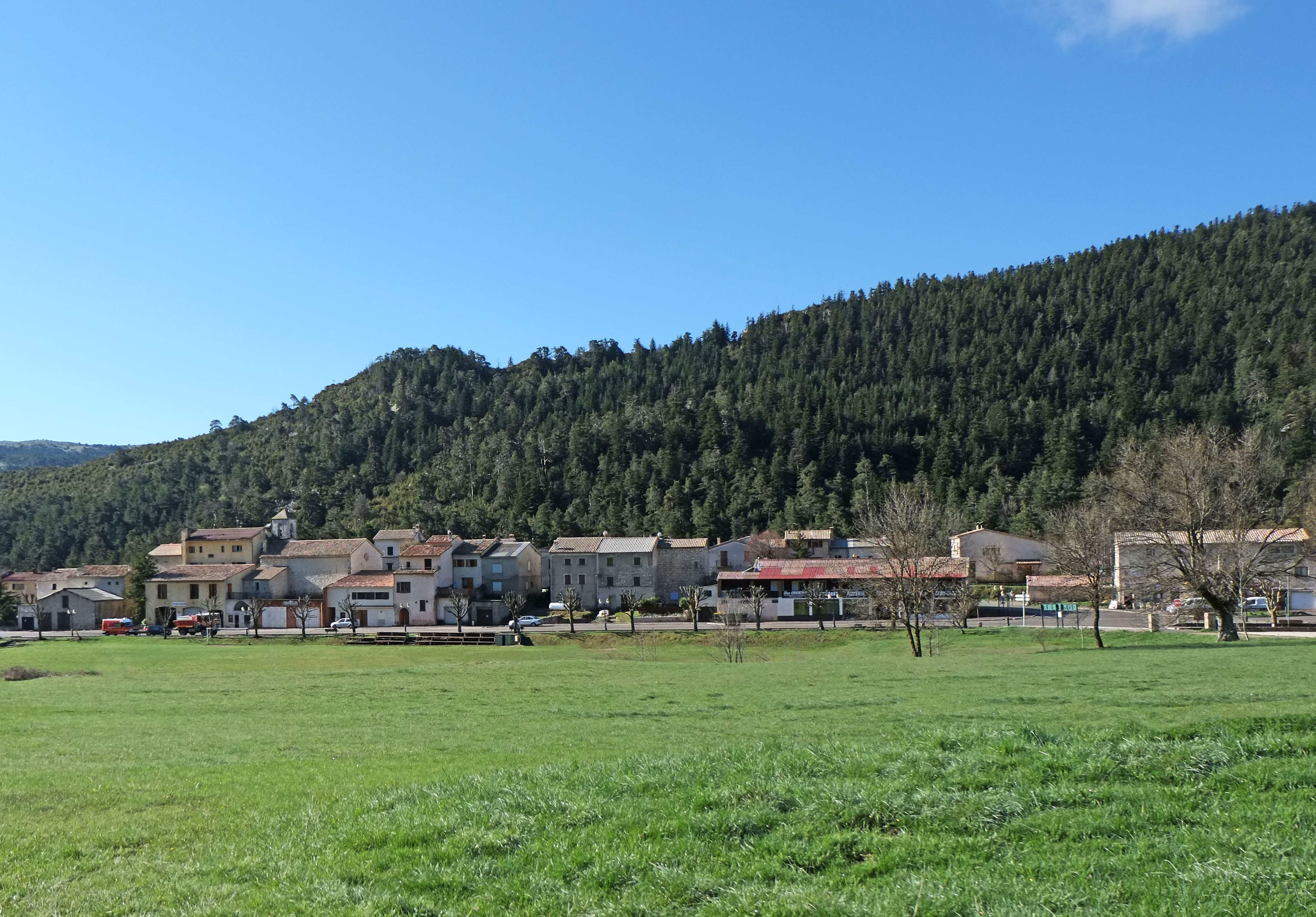
Vue du village depuis la colonie de vacances.

La commune se compose de 30,53 hectares de territoires artificialisés (0,56 %), 632,58 hectares de territoires agricoles (11,64 %) et 4 772,57 hectares de forêts et milieux semi-naturels (87,80 %).
Les principaux sommets et massifs de la commune sont :
- le pic de l'Aiglo (1 644 m) sur la montagne de Thorenc ;
- le massif de l'Audibergue (1 642 m) ;
- la montagne de Thiey (1 553 m) ;
- le sommet de Canaux (1 436 m) ;
- l'ubac du Bas-Thorenc.

Projet d'Aire protégée de France, les arrêtés préfectoraux de protection de biotope (APPB) : Avens de Caille.

### Hydrographie et eaux souterraines
Cours d'eau et plan d'eau sur la commune ou à son aval :
- rivière la Lane ;
- non loin de là, le Loup prend sa source ;
- vallons de la ravinette, de l'ubac, de la moulière, de nans, de canen, de la gorge de bertrand, du grand combeau, du cabreiret ;
- le lac de Thorenc[5].

Andon dispose de deux stations d'épuration :
- d'Andon-Thorenc, d'une capacité de 1 000 équivalent-habitants[6] ;
- d'Andon village, d'une capacité de 750 équivalent-habitants[7].

### Climat
Pour des articles plus généraux, voir Climat de Provence-Alpes-Côte d'Azur et Climat des Alpes-Maritimes.
En 2010, le climat de la commune est de type climat méditerranéen altéré, selon une étude du Centre national de la recherche scientifique s'appuyant sur une série de données couvrant la période 1971-2000. En 2020, Météo-France publie une typologie des climats de la France métropolitaine dans laquelle la commune est exposée à un climat méditerranéen et est dans la région climatique Var, Alpes-Maritimes, caractérisée par une pluviométrie abondante en automne et en hiver (250 à 300 mm en automne), un très bon ensoleillement en été (fraction d’insolation > 75 %), un hiver doux (8 °C) et peu de brouillards.
Pour la période 1971-2000, la température annuelle moyenne est de 10 °C, avec une amplitude thermique annuelle de 15,1 °C. Le cumul annuel moyen de précipitations est de 1 085 mm, avec 6 jours de précipitations en janvier et 4,7 jours en juillet. Pour la période 1991-2020, la température moyenne annuelle observée sur la station météorologique de Météo-France la plus proche, « Caussols », sur la commune de Caussols à 10 km à vol d'oiseau, est de 9,7 °C et le cumul annuel moyen de précipitations est de 1 271,5 mm. 
La température maximale relevée sur cette station est de 32,4 °C, atteinte le 28 juin 2019 ; la température minimale est de −11,7 °C, atteinte le 27 février 2018,,.
Les paramètres climatiques de la commune ont été estimés pour le milieu du siècle (2041-2070) selon différents scénarios d'émission de gaz à effet de serre à partir des nouvelles projections climatiques de référence DRIAS-2020. Ils sont consultables sur un site dédié publié par Météo-France en novembre 2022.

## Urbanisme

### Typologie
Au 1er janvier 2024, Andon est catégorisée commune rurale à habitat dispersé, selon la nouvelle grille communale de densité à 7 niveaux définie par l'Insee en 2022.
Elle est située hors unité urbaine et hors attraction des villes,.

### Occupation des sols
L'occupation des sols de la commune, telle qu'elle ressort de la base de données européenne d’occupation biophysique des sols Corine Land Cover (CLC), est marquée par l'importance des forêts et milieux semi-naturels (87,8 % en 2018), en diminution par rapport à 1990 (91,3 %). La répartition détaillée en 2018 est la suivante : 
forêts (51,6 %), milieux à végétation arbustive et/ou herbacée (27 %), zones agricoles hétérogènes (9,5 %), espaces ouverts, sans ou avec peu de végétation (9,1 %), prairies (2,2 %), zones urbanisées (0,6 %).
L'évolution de l’occupation des sols de la commune et de ses infrastructures peut être observée sur les différentes représentations cartographiques du territoire : la carte de Cassini (XVIIIe siècle), la carte d'état-major (1820-1866) et les cartes ou photos aériennes de l'IGN pour la période actuelle (1950 à aujourd'hui).

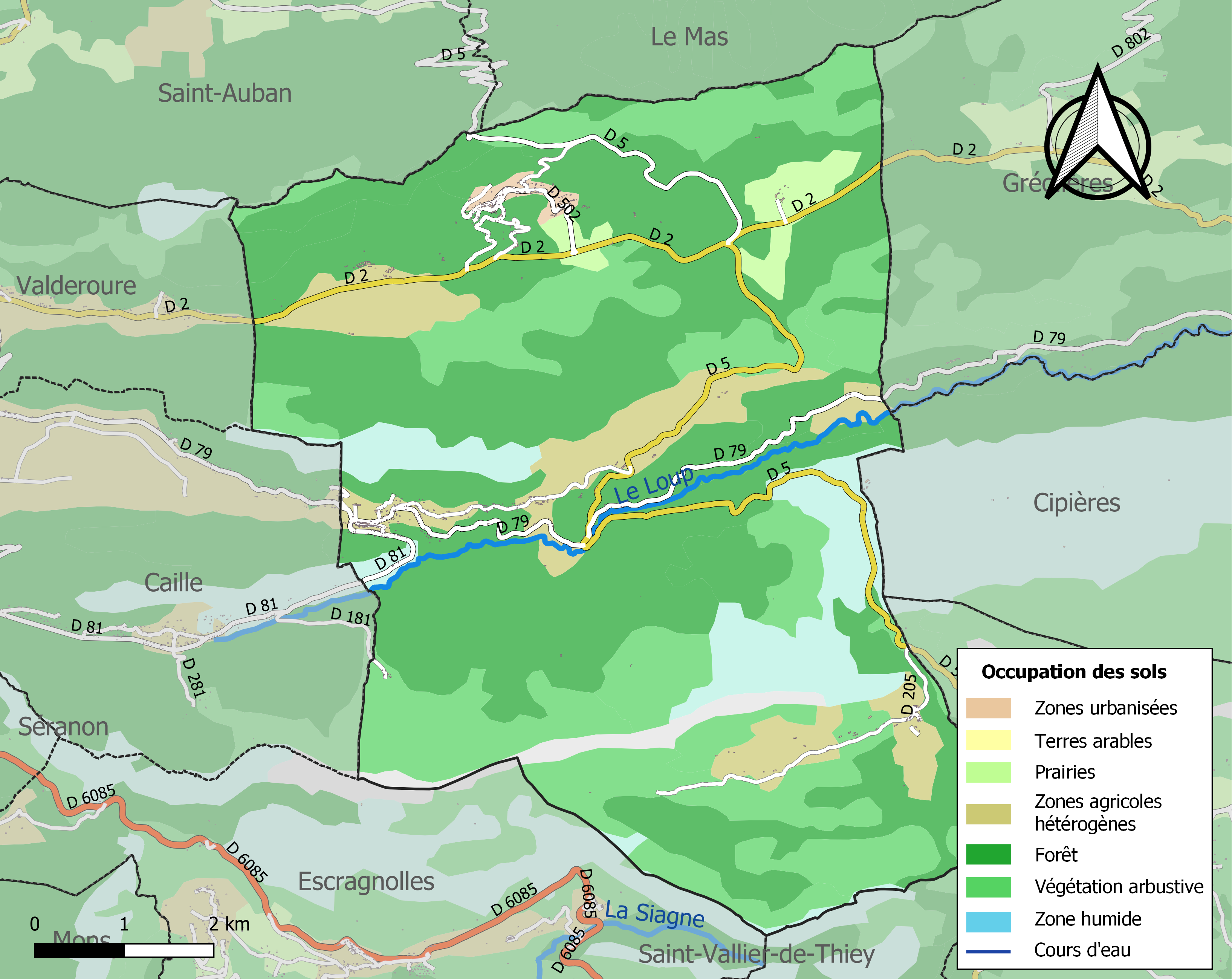
Carte de l'occupation des sols de la commune en 2018 (CLC).

### Intercommunalité
Commune membre de la Communauté d'agglomération du Pays de Grasse.

### Voies de communication et transports

#### Voies routières
Le village est accessible notamment via la D 79 en quittant la route Napoléon.

#### Transports en commun
- Transport en Provence-Alpes-Côte d'Azur

La ligne numéro 400 du réseau Sillages (Valderoure - Saint-Vallier) dessert la commune du lundi au vendredi à la demande, ainsi que les lignes 410 (Valderoure - Villaute) et 411 (Saint-Auban - Villaute) du lundi au samedi à la demande.

## Toponymie
Le nom de la localité est attesté en provençal sous la forme Andon e Torenc et sous les formes Durantus de Andaone en 1038, Andoan en 1605, Andon en 1790.
En 1180, le sens proposé à ce toponyme est celui de « source » ; sur place, se trouve « la source du Loup » et le point de départ de sa vallée, ou plutôt de ses gorges. Le linguiste Jacques Lacroix pense plutôt que l'appellation de la commune est issu d'un thème gaulois *Ande, qui a servi à désigner un lieu situé « en bas » (d'un territoire).

## Histoire
La commune d'Andon occupe un territoire regroupant les trois agglomérations constituant Thorenc avec Haut-Thorenc, Thorenc-Station et Bas-Thorenc, au nord, le hameau de Canaux, à l'est, et la station de ski de l'Audibergue, au sud.

### Andon
Le site est occupé 1 000 ans av. J.-C. On retrouve des traces de la présence Ligure dans le camp retranché appelé Castellaras de la Selle d'Andon. Ce site a été ensuite occupé par les Romains. On a retrouvé des bornes milliaires signalant la Via Vintiana reliant Séranon à Gréolières donnant les noms de l'empereur Caracalla (et non pas Marc Aurèle) et du procurateur Julius Honoratus.
On a retrouvé des traces de la présence romaine sur plusieurs sites de la commune : la Selle de Caille, la ferme du château, la Moulière, les Teilles, la Selle d'Andon, la Baisse, la Haute-Valette. Au Collet de la Serre, dans le castellaras, a été retrouvé une petite nécropole. Des ruines d'un grand tombeau romain ont été dégagées près du prieuré du Clos de Bourges.
Le village d’Andon a succédé à un ancien village perché au col de Castellaras dont les vestiges datent du XIIIe siècle et a été abandonné à la suite d'un incendie au XVIIIe siècle. Le village a alors été reconstruit à l'emplacement actuel.
Le comte de Provence avait donné la seigneurie d’Andon à Romée de Villeneuve en 1230. La seigneurie passa ensuite à la famille de Grasse-Bar, puis aux Russan et aux Théas. À la veille de la Révolution elle appartenait, avec Thorenc, à M. de Fanton, lieutenant-général au siège de Grasse.
La mort de la reine Jeanne Ire ouvre une crise de succession à la tête du comté de Provence, les villes de l’Union d'Aix (1382-1387) soutenant Charles de Duras contre Louis Ier d'Anjou. Le seigneur d’Andon, Florent de Castellane, se rallie aux Angevins en 1385, après la mort de Louis Ier.

### Canaux
Canals apparaît dans les textes en 1251.
En 1421, la comtesse de Provence donne cette seigneurie à Bertrand de Grasse. Le village primitif était situé à 1 km plus à l'ouest.
En 1623, l'évêque de Grasse n'ose pas monter à Canaux « tant on assure que le chemin est raboteux et mauvais ». Ses successeurs ont été tout aussi prudents.

### Thorenc
Thorenc est cité dans des textes à partir de 1200 sous le nom de castrum de Torenc ou Torenc. Le village a d'abord été une seigneurie de Grasse, puis de Boniface de Castellane, avant de dépendre du comte de Provence en 1235 qui l'a transmise à Romée de Villeneuve. Les seigneurs de Thorenc ne résidaient dans le château des Quatre-Tours que quelques mois par an.
À partir de 1348, la vie du village va être perturbée par l'arrivée de la peste qui décime la population, puis par la guerre que vont se livrer Angevins et Duras pour la succession du comté de Provence. En 1384 ou entre janvier et octobre 1385, on note la présence à Thorenc d'un chef de bande, Vita de Blois, qui s'est emparé de la seigneurie au nom du comte de Savoie. Le texte de la Trêve de Nice, du 3 novembre 1388, indique que « Vita de Blois, entré au service d'Amédée VII avec 25 lances, s'engage à ne pas attaquer jusqu'au mois de mai suivant la duchesse d'Anjou et ses partisans à partir de son castrum de Thorenc ». On note encore les ravages faits par la peste au XVe siècle qui va pousser la population à abandonner le village.
En 1542, on voit apparaître une branche de Villeneuve-Thorenc avec Claude Ier. Ses descendants ont aussi été seigneurs de Saint-Jeannet et gouverneurs de Saint-Paul-de-Vence. Claude Ier de Villeneuve-Thorenc vend, en 1539, le château des Quatre-Tours à Rascas, seigneur du Muy. Il fait construire un nouveau château au Haut-Thorenc. Antoine de Russan, dit Virnasse Seigneur de Thorenc, de la Malle et de Pignans, aurait acheté la seigneurie de Thorenc aux Rascas du Muy vers 1515 (les Rascas auraient eu besoin d'argent pour suivre François Ier à la guerre. Ils tenaient Thorenc de Charles d'Anjou (après avoir appartenu aux Templiers). C'est lui qui a fortifié et rénové le château. Ce château a appartenu ensuite aux Raymond d'Eoulx, aux Puget de Clermont, de Calvy, de Saint-André et au comte de l'Estang-Parade.
Vers 1515, les Russan originaires de Grasse (Simosse dit de Russan, marchands juifs convertis, 3e fortune de la ville au XVe siècle, certainement venus de Russan près de Nîmes), sont coseigneurs de Thorenc et possèdent une terre au Bas-Thorenc. Un acte du 26 août 1520 enregistre l'accord de partage des terres de Thorenc entre Antoine de Villeneuve (du Haut-Thorenc) et Antoine de Russan (du Bas-Thorenc). En 1640, au mariage d'Honorade de Russan, les Russan étaient toujours seigneurs de Thorenc. 
En 1624, Antoine III de Russan, sieur de Thorenc, marie sa fille Gasparde « acte, faict et publié audit lieu de Thorenc et dans la salle de la maison et chasteau du Sieur de Thorenc ». (On peut donc être un peu sceptique quant à la vente du château des Quatre-Tours aux Villeneuve en 1560 puisque appartenant à la famille Russan de 1515 à au moins 1624) 
Antoine de Grasse hérite des terres des de Russan et forme la lignée des Grasse-Thorenc possédant une part des terres de Bas-Thorenc, l'autre part ayant appartenu aux Grasse-Saint-Cézaire. Le fief des Grasse-Thorenc est acheté par les Lombards d'Amirat en 1632. Il est vendu en 1708 à Paul de Théas, seigneur de Caille. Le mariage en 1746 d'Anne-Marie, sœur de François de Théas-Thorenc, avec Albert de Durand de Sartoux fait entrer le château de Baraque dans la famille Durand de Sartoux.
Le château des Quatre-Tours est vendu, vers 1560, par Rescas, seigneur du Muy, aux Villeneuve-Mons, puis passe dans la famille Villeneuve-Bargemon. Au milieu du XVIIIe siècle, les héritiers de ces derniers vendirent cette part du fief à Claude de Fanton, seigneur d'Andon, conseiller du roi en la sénéchaussée de Grasse.
Après la Révolution, le territoire de Thorenc fait partie de la commune d'Andon.
L'hygiénisme du XIXe siècle va créer la mode de séjour à Thorenc comme station climatique en été à partir des années 1880 pour l'aristocratie française, russe et britannique qui séjournait alors sur la Côte d'Azur. Surnommée « la Suisse Provençale », la vallée de Thorenc et le village sont dotés au tournant du XXe siècle de grands hôtels, d'un casino, d'un hippodrome, de tennis drainant une richissime clientèle cosmopolite, d’où cette architecture d’influence anglo-russe qui se retrouve dans quelques résidences qui ont été conservées. À partir de 1903, Thorenc est l'une des premières stations de pratique des sports d'hiver : luge, bobsleigh, patinage sur le lac et ski de fond sont alors pratiqués. À partir des années 1920, ce tourisme de luxe décline et la station s'enfonce peu à peu dans l'oubli, déclin accentué après la Seconde Guerre mondiale.
Le sanatorium du clergé de France a été construit à l'emplacement du château des abbés de Lérins et a ouvert en 1928 après rachat du domaine de 20 hectares en 1926. Racheté par le Centre Hospitalier de Grasse, en 1968, ce bâtiment devient la maison de retraite de l'hôpital. La bibliothèque s’est alors accrue d’ouvrages de divertissement, romans policiers, livres de poche, textes romanesques, tout en conservant le fonds religieux initial. Le bâtiment a été abandonné en 1978 et l’intégralité de la bibliothèque donnée à la bibliothèque municipale de Grasse en 1981.

## Politique et administration
| Période                                  | Période  | Identité               | Étiquette | Qualité |
| ---------------------------------------- | -------- | ---------------------- | --------- | --- |
| Les données manquantes sont à compléter. |          |                        |           | |
| 1938                                     | 1955     | André Saytour          |           | |
| 1955                                     | 1971     | Victorin Bonhomme      |           | |
| 1971                                     | 1982     | Michel Dikansky        |           | |
| 1982                                     | 1983     | Armand Rebuffel        |           | |
| 1983                                     | 1991     | Roger Perrimond        |           | |
| 1991                                     | 2002     | Adrien Prato           |           | |
| 2002                                     | 2020     | Michèle Sicard-Olivier | UMP-LR    | Retraitée Ancienne Présidente de la communauté de communes des monts d'Azur, conseillère départementale du canton de Grasse Nord |
| 2020                                     | En cours | David Varrone          | Horizons  | Commerçant, Thorenc |

Une élection municipale partielle eut lieu en 2002, à la suite de la révocation d'Adrien Prato par décision judiciaire, amenant à l'élection de Michèle Olivier.

### Budget et fiscalité 2023

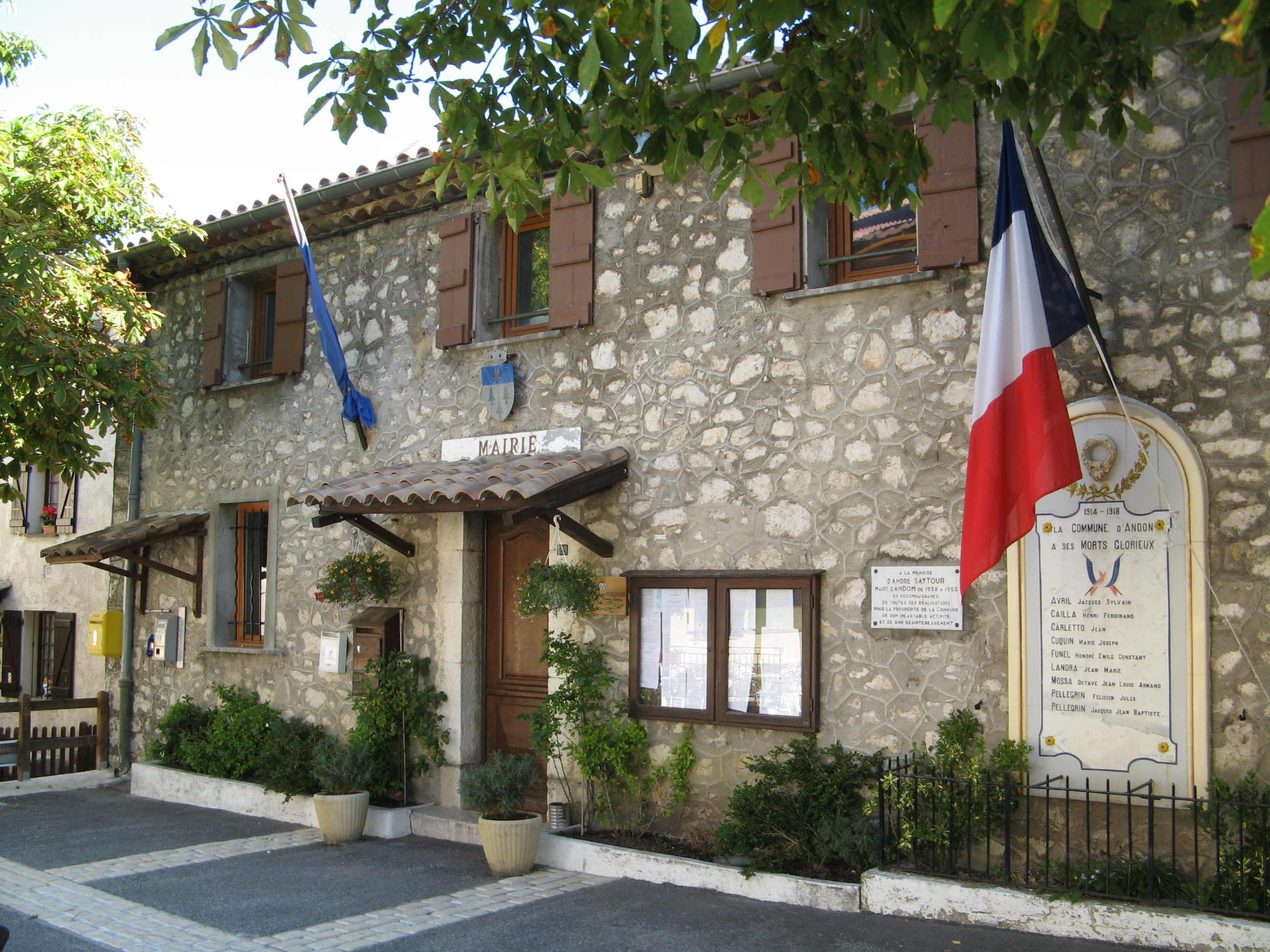
La mairie.

En 2023, le budget de la commune était constitué ainsi :
- total des produits de fonctionnement : 1 062 000 €, soit 1 636 € par habitant ;
- total des charges de fonctionnement : 957 000 €, soit 1 474 € par habitant ;
- total des ressources d'investissement : 30 000 €, soit 46 € par habitant ;
- total des emplois d'investissement : 257 000 €, soit 396 € par habitant ;
- endettement : 481 000 €, soit 740 € par habitant.

Avec les taux de fiscalité suivants :
- taxe d'habitation : 12,00 % ;
- taxe foncière sur les propriétés bâties : 21,62 % ;
- taxe foncière sur les propriétés non bâties : 23,07 % ;
- taxe additionnelle à la taxe foncière sur les propriétés non bâties : 0,00 % ;
- cotisation foncière des entreprises : 0,00 %.

Chiffres clés Revenus et pauvreté des ménages en 2021 : médiane en 2021 du revenu disponible, par unité de consommation : 20 080 €.

## Économie

### Entreprises et commerces

#### Agriculture
- Agriculture et élevage[31].

#### Tourisme
Le tourisme à Andon est favorisé par la localisation de la commune dans les Préalpes de Castellane et sa proximité avec la Côte d'Azur.
- Ski alpin et raquettes à neige : la station familiale de ski de l'Audibergue se trouve sur les communes d’Andon et de Caille[32].
- Lac de Thorenc : pêche, aires de jeux et de pique-nique.
- Gîtes/chambres d'hôtes, hôtel[33].
- Sentiers pédestres en direction de la montagne de l’Audibergue, du plateau de Caussols et la forêt domaniale de Bas Thorenc.
- Spéléologie :
  - Aven des ténèbres. Cet aven a une dénivellation de 466 m et un développement de 4 000 m[34].
  - Aven de l'abbé.
  - Aven X1.
  - Aven des Gleirettes.

#### Commerces et services
- Restaurants, Snack, Camion pizza, Restauration ambulante[35].
- Services de proximité.

## Population et société

### Démographie

#### Évolution démographique
Ses habitants sont appelés :
- les Andonnais-Thorencois
- pour ceux du chef-lieu les Andonnais ;
- pour ceux du hameau de Thorenc les Thorencois.

L'évolution du nombre d'habitants est connue à travers les recensements de la population effectués dans la commune depuis 1793. Pour les communes de moins de 10 000 habitants, une enquête de recensement portant sur toute la population est réalisée tous les cinq ans, les populations de référence des années intermédiaires étant quant à elles estimées par interpolation ou extrapolation. Pour la commune, le premier recensement exhaustif entrant dans le cadre du nouveau dispositif a été réalisé en 2008.

En 2022, la commune comptait 652 habitants, en évolution de +10,7 % par rapport à 2016 (Alpes-Maritimes : +2,85 %, France hors Mayotte : +2,11 %).
| 1793 | 1800 | 1806 | 1821 | 1831 | 1836 | 1841 | 1846 | 1851 |
| ---- | ---- | ---- | ---- | ---- | ---- | ---- | ---- | ---- |
| 145  | 240  | 257  | 279  | 307  | 341  | 362  | 334  | 319  |

| 1856 | 1861 | 1866 | 1872 | 1876 | 1881 | 1886 | 1891 | 1896 |
| ---- | ---- | ---- | ---- | ---- | ---- | ---- | ---- | ---- |
| 324  | 383  | 349  | 299  | 289  | 278  | 322  | 231  | 237  |

| 1901 | 1906 | 1911 | 1921 | 1926 | 1931 | 1936 | 1946 | 1954 |
| ---- | ---- | ---- | ---- | ---- | ---- | ---- | ---- | ---- |
| 302  | 328  | 279  | 239  | 209  | 387  | 393  | 439  | 489  |

| 1962 | 1968 | 1975 | 1982 | 1990 | 1999 | 2006 | 2008 | 2013 |
| ---- | ---- | ---- | ---- | ---- | ---- | ---- | ---- | ---- |
| 347  | 341  | 444  | 249  | 300  | 341  | 504  | 550  | 561  |

| 2018 | 2022 | - | - | - | - | - | - | - |
| ---- | ---- | - | - | - | - | - | - | - |
| 650  | 652  | - | - | - | - | - | - | - |

### Enseignement
Établissements d'enseignement :
- Écoles maternelles et primaires[41],
- Collège à Saint-Vallier-de-Thiey, Peymeinade, Grasse,
- Lycées à Grasse.

### Santé
Professionnels et établissements de santé :
- Médecins à Valderoure, Saint-Vallier-de-Thiey,
- Pharmacies à Saint-Vallier-de-Thiey, Saint-Cézaire-sur-Siagne,
- Hôpitaux à Cabris, Grasse.
- Sanatorium du clergé de France, de Thorenc[43].  Racheté par le Centre Hospitalier de Grasse, ce bâtiment est aujourd'hui la maison de retraite de l'hôpital.

### Cultes
- Culte catholique, Paroisse de Sainte Marie-des-Sources, Diocèse de Nice[44]

## Culture locale et patrimoine

### Lieux et monuments
En sites inscrits : 

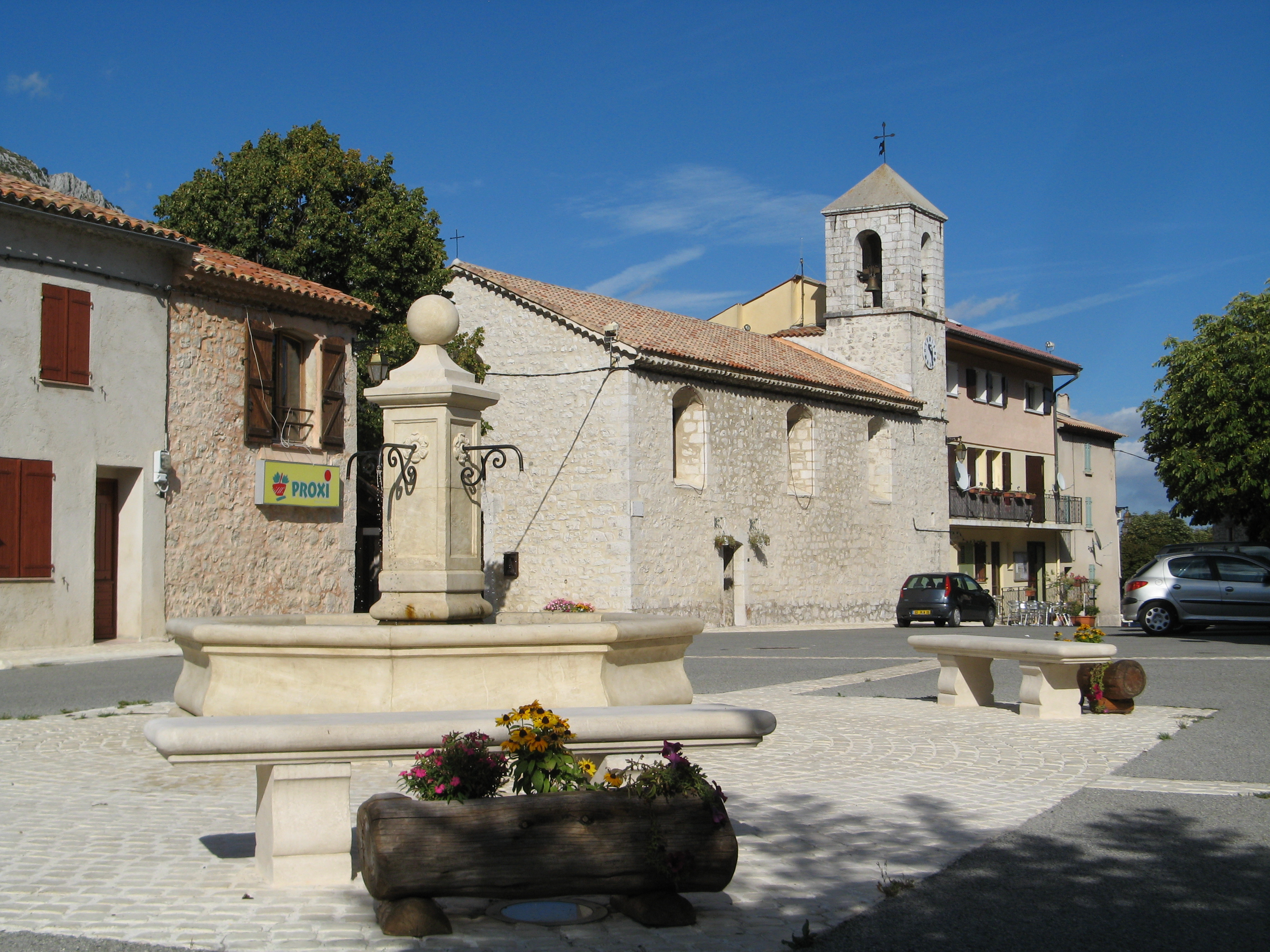
La place Victorin-Bonhomme, au centre du village, et l'église Sainte-Claire d'Andon.
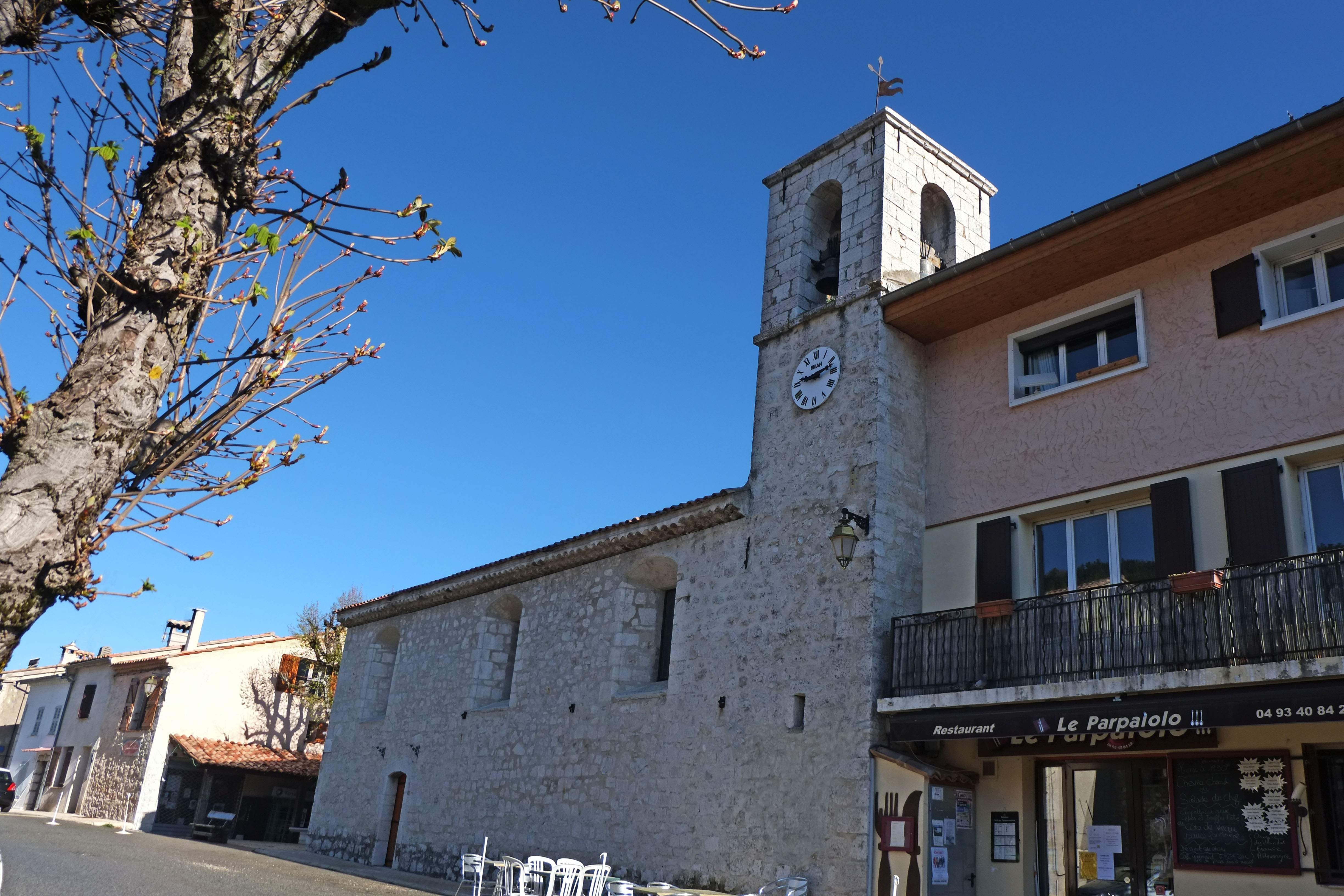
L'église d'Andon.
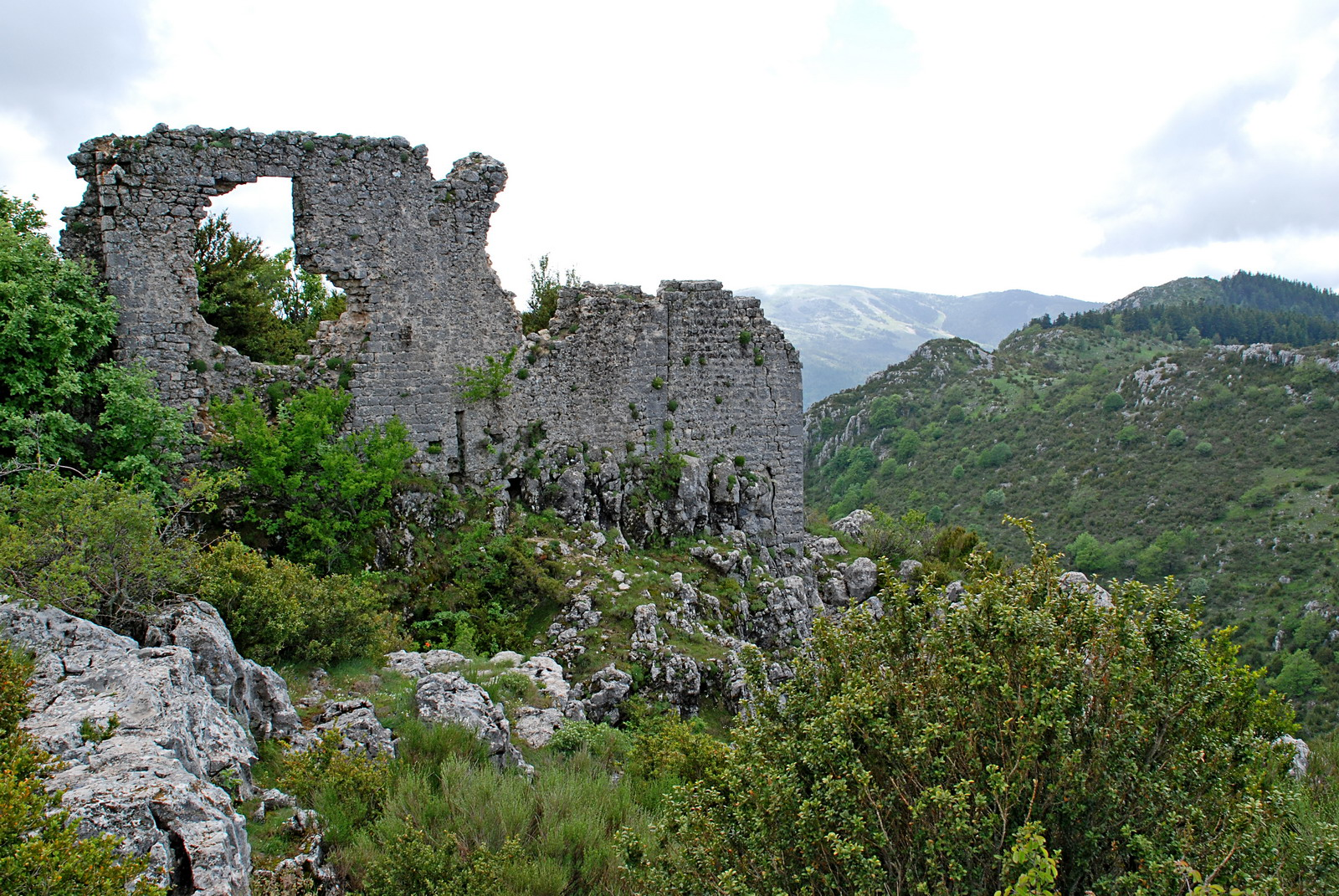
Les remparts du Castellaras de Thorenc.
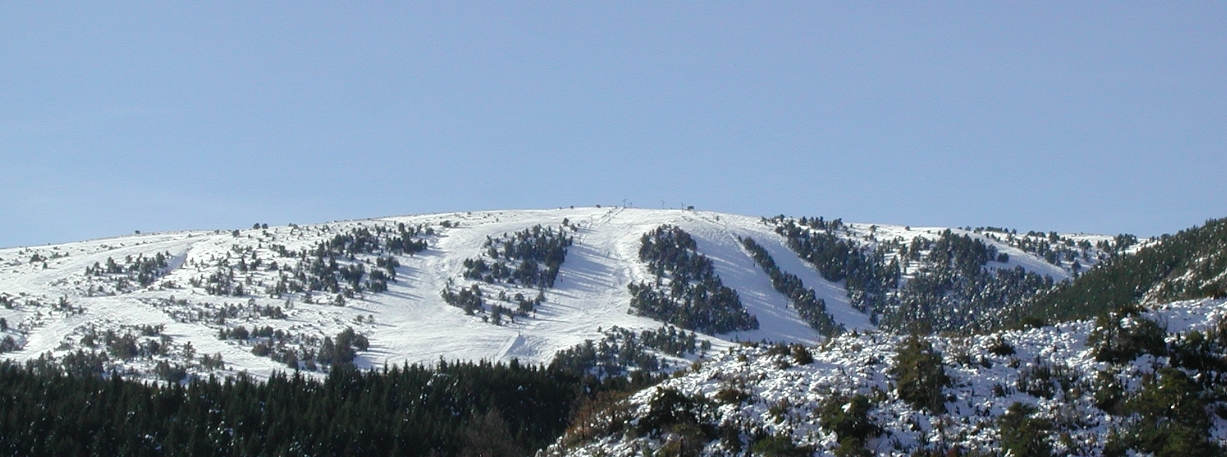
Vue sur les pistes de l'Audibergue l'hiver, direction sud.

Patrimoine religieux :
- L'église Sainte-Marie de Thorenc, d'origine médiévale mais refaite entièrement en 1820[45].
- Église Sainte-Claire d'Andon.

Bénitier
- Chapelle Saint-Allari de Font Freye.
- Chapelle Sainte-Hélène de Canaux[47].
- L'oratoire Saint-Antoine, ancien lieu de pèlerinage.
- Le hameau de Canaux, chapelle rurale Saint Hubert[48], avec les ruines du vieux village abandonné au XIVe siècle, les 5 camps celto-ligures, les avens du vallon de la Moulière[49].
- Les ruines de la chapelle Saint-Hilaire, abandonnée à la suite de la guerre de Succession d'Autriche, en 1746.
- La Selle d'Andon où se trouvait un prieuré dépendant de l'abbaye de Lérins. Le site avait été occupé par les Romains. On a retrouvé un cimetière romain à côté de la chapelle.

Autres lieux de mémoire :
- L'oppidum de Font-Freye, à 1 211 m.
- Cistes de Canaux, sépultures[50].
- Bornes milliaires au centre du village[51] et à la sortie d'Andon, chemin des Teilles en direction de la Selle d'Andon[52].
- Le Castellaras de Thorenc[53], vestige de l'ancien village médiéval avec son château féodal et ses remparts datant des XIIe et XIVe siècles[53], a été inscrit sur l'inventaire supplémentaire des monument historique en 1991. La ville se trouvait à l'embranchement d'une voie romaine est-ouest et de la route médiévale reliant Grasse à Castellane[53].
- Le château des Quatre-Tours, manoir fortifié construit au XVe siècle, à Thorenc-Station[54].
- Monument aux morts[55],[56].

Patrimoine naturel :
- La montagne de l'Audibergue culminant à 1 642 m. Une station de ski y a été créée en 1960.
- Les gouffres de l'Audibergue[57].
- La Réserve biologique des monts d'Azur, parc zoologique voué à la protection de la grande faune sauvage européenne.

### Manifestations - animations
- Le championnat du monde de Trial à Andon, en juin 2015[58].
- Fête de la Sainte Claire[Laquelle ?][59].
- Fête des framboises.
- Fête de la Saint-Jean.

### Héraldique
| Blason de Andon | Blason  | D’argent aux trois sapins de sinople, au chef d’azur chargé d’une aigle d’or accostée des lettres A et T gothiques du champ.        |
| Blason de Andon | Détails | Blason adopté lors de la délibération du conseil municipal du 27 août 1971, délibération approuvée le 8 octobre 1971 par le préfet. |